# Samsung SGH-D500
Samsung SGH-D500 là chiếc điện thoại di động dáng trượt được chế tạo bởi Samsung. Nó được ra mắt vào quý 4 năm 2004 và được xem như là sản phẩm thay thế cho chiêc điện thoại nổi tiếng trước đây Samsung E800. Máy được trang bị camera kỹ thuật số độ phân giải 1.3 megapixel với đèn LED đi kèm. Chiếc điện thoại có nhiều phiên bản màu sắc khác nhau như: đen, xám bạc, trắng/bạc, xanh/bạc, xanh/đen và đen/bạc.
SGH-D500 từng giành giải "Chiếc điện thoại di động tốt nhất thế giới"  tại Đại hội thế giới 3GSM được tổ chức ở Cannes năm 2005. Nó được ưa chuộng bởi màn hình hiển thị có kích cỡ khá lớn, phím bấm nhạy, kiểu dáng trượt thời trang, đèn flash mạnh, và là một công cụ khá tiện dụng cho viêc quay Video/chụp hình/ và chơi nhạc. Samsung đã khá thành công với việc quảng bá D500 cho nên nhiều chiếc điện thoại di động với dáng trượt khác cũng được ra mắt trong thời gian gần đây, một số khá thành công nhưng không nhiều. Bên cạnh đó, SGH-D500 cũng đã giúp cho thiết kế trượt của điện thoại trở nên phổ biến với nhiều thương hiệu điện thoại khác nhau. SGH-D500 có một phiên bản khác với kiểu dáng siêu mỏng là SGH-D500E.
Samsung SGH-D500 cũng gặp nhiều phàn nàn khi không có khe cắm thẻ nhớ mở rộng và màn hình của máy dễ gặp vấn đề khi thường xảy ra hiện tượng "Màn hình trắng" do bị đứt dây nguồn (hiện tượng thường thấy ở dòng máy thân trượt và nắp gập).

## Tổng quan
- Mạng: GSM 1800/ 900/ 1900 MHz
- Trọng lượng: 99g
- Màn hình: TFT 256.000 màu với độ phân giải 176 x 220 pixels
- Kiểu chuông: MP3, 64 âm sắc
- Sổ địa chỉ: 1000 địa chỉ
- Nhật ký cuộc gọi: 20x20x20
- Thẻ nhớ tích hợp: Không hỗ trợ
- Bộ nhớ trong: 96MB
- Hệ điều hành: Không hỗ trợ
- Tin nhắn: SMS, EMS, MMS, Email
- Đồng bộ hóa giữ liệu: GPRS Class 10 (4+1/3+2 slots) 32 - 48 kbit/s, Bluetooth, Hồng ngoại (IRa)
- Kiểu kết nối: USB
- Camera: 1.3Megapixel hỗ trợ đèn Flash, Quay Video
- Chơi nhạc MP3/AAC..., xem phim Mp4
- Tính năng chính: Máy tính cá nhân, Từ điển T9, Loa ngoài, Chụp ảnh, Lịch nhắc việc, Đồng hồ, Báo thức,...
- Phần mềm: Java MIDP 2.0,
- Trình duyệt WAP 2.0 xHTML, SyncML
- Pin: Chuẩn Li-Ion 1000mAh
- Thời gian đàm thoại: 8 giờ
- Thời gian chờ: 380 giờ